# Подкопаев, Андрей Анатольевич
Андрей Анатольевич Подкопаев (род. 10 апреля 1972, Уфа) — российский волейболист и волейбольный тренер. Мастер спорта России.

## Биография
Родился и начал заниматься волейболом в Уфе. С 1992 года на протяжении 11 сезонов выступал за уфимскую команду «Нефтяник Башкортостана» (до 2001 — «Нефтяник Башкирии»). В 2003—2005 играл за «Кавказтрансгаз-Спартак» из Георгиевска, после чего завершил игровую карьеру и вернулся в Уфу, где стал работать в системе волейбольного клуба «Урал» главным тренером мужской команды «Урал»-3 (до 2008 — «Урал-Автомобилист»). В 1997 году окончил Уфимский филиал Уральского государственного университета физической культуры.
В 2009 году возглавил женскую команду «Уфимочка-УГНТУ», с которой в 2012 первенствовал в высшей лиге «А» и выиграл путёвку в суперлигу. В своём дебютном сезоне (2012/2013) среди сильнейших клубов России уфимские волейболистки под руководством Подкопаева заняли 9-е место из 12 команд. Следующий же сезон в суперлиге сложился для «Уфимочки» неудачно, в первую очередь из-за финансового кризиса, постигшего клуб. Команда заняла последнее (11-е место), но, обыграв в переходных матчах «Ленинградку», сохранила место в суперлиге. Позже решением руководства клуба из-за финансовых проблем уфимская команда вынуждена была опуститься в высшую лигу «Б». Все игроки основного состава покинули команду, а Подкопаев получил приглашение стать главным тренером московского «Динамо».
Пребывание Подкопаева на посту главного тренера «Динамо» продлилось лишь сезон, в котором москвички дошли до финала чемпионата России, где уступили казанским одноклубницам, а в розыгрыше Кубка России заняли 3-е место. В сезоне 2015/2016 Подкопаев был старшим тренером «Динамо», а затем покинул московский клуб.
В 2018—2021 возглавлял молодёжные команды волейбольных клубов «Уралочка-НТМК» и «Динамо-Ак Барс», с которыми дважды выигрывал чемпионат и дважды — Кубок Молодёжной лиги. В январе 2022 назначен главным тренером тульской «Тулицы».     

## Игровая карьера
- 1992—2003 —  «Нефтяник Башкирии»/«Нефтяник Башкортостана» (Уфа);
- 2003—2005 —  «Кавказтрансгаз-Спартак» (Георгиевск).

## Тренерская карьера

### С мужскими клубами
- 2005—2009 — «Урал-Автомобилист»/«Урал»-3 (Уфа) — главный тренер;

### С женскими клубами
- 2009—2014 — «Уфимочка-УГНТУ» (Уфа) — главный тренер;
- 2014—2016 — «Динамо» (Москва) — главный тренер (до 2015), старший тренер;
- 2018—2019 — «Уралочка-НТМК»-2 (Свердловская область) — главный тренер;
- 2019—2021 — «Динамо-Казань»-УОР/«Динамо-Ак Барс»-УОР (Казань) — главный тренер;
- 2022—2024 — «Тулица» (Тула) — главный тренер;
- 2024—2025 — «Омичка» (Омск) — главный тренер.

## Тренерские достижения
- серебряный призёр чемпионата России 2015.
- бронзовый призёр розыгрыша Кубка России 2014.
- победитель чемпионата России среди команд высшей лиги «А» 2012.
- двукратный чемпион (2019, 2020) и серебряный призёр (2021) Молодёжной лиги чемпионатов России.
- двукратный победитель розыгрышей Кубка Молодёжной лиги — 2018, 2019.

## Семья
Жена (с 2017) — волейболистка Анна Подкопаева (Малова). Дочь — Вера (род. 4.04.2018).